# لوك سوين
لوك سوين (بالإنجليزية: Luke Swain)‏ هو لاعب دوري الرغبي أسترالي، ولد في 24 فبراير 1982 في بينريث، مقاطعة نيوساوث ويلزالأسترالية.